# Циедихоу
Циедихоу (на китайски: 且鞮侯; на пинин: Qiědīhóu) е шанюй на хунну, управлявал в периода 101 – 96 година пр.н.е.

## Живот
Макар че вероятно е потомък на Маодун, създателя на централизираната държава на хунну, той не е близък роднина на предшественика си Сюлиху. Избран е за шанюй, тъй като изглежда синът на Сюлиху е в ранна възраст, а страната е във война с империята Хан, започнала още през 133 година пр.н.е.
В първите години на управлението си Циедихоу установява контакти с император Уди, но скоро военните действия са подновени. През 99 година пр.н.е. хунну нанасят тежко поражение на китайската армия, като нейният предводител Ли Лин преминава на тяхна страна. През 97 година пр.н.е. Циедихоу отново разгромява голяма армия на Хан в Ордос.
Циедихоу умира през 96 година пр.н.е. и е наследен от своя син Хулугу.